# Efferia garciai
Efferia garciai este o specie de muște din genul Efferia, familia Asilidae, descrisă de Lamas în anul 1971.
Este endemică în Peru. Conform Catalogue of Life specia Efferia garciai nu are subspecii cunoscute.